# Конвой № 3812
Конвой № 3812 — японський конвой часів Другої світової війни, проведення якого відбувалось у серпні 1943-го.
Пунктом призначення конвою був атол Трук у центральній частині Каролінських островів, де ще до війни створили потужну базу японського ВМФ, з якої до лютого 1944-го провадились операції у цілому ряді архіпелагів. Вихідним пунктом став розташований у Токійській затоці порт Йокосука (саме звідси традиційно вирушала більшість конвоїв на Трук).
До складу конвою увійшли транспорти «Хоко-Мару», «Хокушо-Мару» та «Чійо-Мару» (Chiyo Maru) під охороною допоміжних мисливців за підводними човнами CHa-14 та CHa-19.
Загін вийшов із порту 12 серпня 1943-го та в якийсь момент досягнув Сайпану (головна японська база в Маріанському архіпелазі). 22 серпня конвой рушив далі, при цьому оскільки на підходах до Маріанських островів традиційно діяли ворожі підводні човни, разом з ним вийшли переобладнаний мисливець за підводними човнами «Кьо-Мару № 8» (Kyo Maru No. 8) та переобладнаний сітьовий загороджувач «Шуко-Мару» (Shuko Maru). Втім, вони не пройшли весь маршрут та за кілька діб полишили транспорти.
26 серпня конвой без втрат досягнув Труку.